# Banjarmendalan
Banjarmendalan is een bestuurslaag in het regentschap Lamongan van de provincie Oost-Java, Indonesië. Banjarmendalan telt 2580 inwoners (volkstelling 2010).